# Bundesstraße 388
Pour les articles homonymes, voir Route 388.
La Bundesstraße 388 est une Bundesstraße du Land de Bavière.

## Géographie
La B 388 commence à la jonction de la B 471 près d'Ismaning et passe ensuite dans une direction nord-est par le quartier de Fischerhäuser avec la jonction avec la B 301 de Moosinning à Erding, qui est tangente au sud. Elle traverse l'Erdinger Holzland jusqu'à Taufkirchen (Vils). Entre Velden et Vilsbiburg, elle se joint quelques kilomètres à la B 299. Elle longe la vallée de la Rott. Après quelques kilomètres le long de la B 20, la B 388 continue vers l'est par Pfarrkirchen, Bad Birnbach, Bad Griesbach im Rottal et Ruhstorf an der Rott jusqu'à la B 12 au nord-est de Pocking.
La B 388 est remplacée par la B 12 et l'A 3 de Pocking à Passau.
Le remplacement se termine dans le quartier d'Ilzstadt, la B 388 s'étend maintenant sur environ 15 km directement sur les rives du Danube sous les pentes abruptes de la forêt de Bavière. D'Obernzell, cependant, la Bundesstraße monte sur les hauteurs de la forêt de Bavière méridionale et mène à travers Untergriesbach et Wegscheid jusqu'à la frontière autrichienne. De l'autre côté, la route autrichienne est la Böhmerwald Straße (B 38).

## Histoire
La Bundesstraße 388 est issue de la Reichsstraße 388 en 1949. Le tronçon de 174,8 km de l'ancienne R 388 en Haute-Autriche et Basse-Autriche jusqu'à Horn est maintenant connu sous le nom de Böhmerwald Straße (B 38). De Horn à Schöngrabern, l'ancienne route de la R 388 continue par la Waldviertler Straße (B 2) et entre Hollabrunn et la frontière slovaque par la Mistelbacher Straße (B 40).
Le plan fédéral d'infrastructure de transport 2030 prévoit le contournement de Passau.

## Source
- (de) Cet article est partiellement ou en totalité issu de l’article de Wikipédia en allemand intitulé « Bundesstraße 388 » (voir la liste des auteurs).